# Wesp
Voor de trein, zie Intercity Nieuwe Generatie.
Een wesp is een insect van de orde Hymenoptera en suborde Apocrita dat noch een bij is noch een mier. De Apocrita hebben een gemeenschappelijke evolutionaire voorouder en vormen een clade; wespen vormen als groep geen clade, maar zijn parafyletisch ten opzichte van bijen en mieren.

## Verscheidenheid
De bekendste wespen, zoals de Duitse wesp, de gewone wesp en de hoornaars, bevinden zich in de familie Vespidae en zijn eusociaal, samenwonend in een nest met een eierleggende koningin en niet-reproductieve werksters. Eusocialiteit wordt begunstigd door het ongewone haplodiploïde systeem van geslachtsbepaling in Hymenoptera, omdat het zusters uitzonderlijk nauw verwant aan elkaar maakt.
Het merendeel van de wespensoorten is echter solitair, en elke volwassen vrouw leeft en fokt zelfstandig. Vrouwtjes hebben meestal een legboor voor het leggen van eieren in of nabij een voedselbron voor de larven, hoewel in de Aculeata de legboor vaak is gemodificeerd in een angel, die wordt gebruikt voor het vangen van de prooi of voor de verdediging.
Wespen spelen veel ecologische rollen. Sommigen zijn roofdieren of bestuivers, of ze zichzelf nu moeten voeden of hun nesten willen voorzien. Vele, met name de koekoekswespen, zijn kleptoparasieten, die hun eieren leggen in de nesten van andere wespen. Veel van de solitaire wespen zijn parasitoïden, wat betekent dat ze eieren leggen op of in andere insecten (elke levensfase van ei tot volwassene) en vaak hun eigen nesten voorzien van dergelijke gastheren of prooien. In tegenstelling tot echte parasieten doden de wesplarven uiteindelijk hun gastheren.

## Nut
Solitaire wespen parasiteren bijna elk plaaginsect en maken wespen waardevol in de tuinbouw voor biologische plaagdierbestrijding van soorten zoals witte vlieg in tomaten en andere gewassen.
Wespen zijn verschenen in de literatuur uit de klassieke oudheid, zoals het zogenaamde koor van oude mannen in de komedie van Aristophanes.